# Gullspira (filmpris)
Gullspira är ett svenskt filmpris som instiftades år 2006. Det tilldelas en person som gjort enastående insatser inom svensk barnfilm. Det är ett av de priser som delas ut under Guldbaggegalan. Den första som tilldelades detta pris var Per Åhlin, som sedan 1970-talet har gjort animerad film för barn i Sverige.
Priset, en statyett av konstnären Amalia Årfelt, föreställer den get vid namn Gullspira som förekommer i filmen Barnen från Frostmofjället.

## Prismottagare

### 2000-talet
| År          | Pristagare       | Yrke                              |
| ----------- | ---------------- | --------------------------------- |
| 2005 (41:a) | Per Åhlin        | Animatör och regissör             |
| 2006 (42:a) | Catti Edfeldt    | Regissör och manusförfattare      |
| 2007 (43:e) | Ulf Stark        | Författare                        |
| 2008 (44:e) | Georg Riedel     | Kompositör                        |
| 2009 (45:e) | Maggie Widstrand | Rollsättare för barn och ungdomar |

### 2010-talet
| År          | Pristagare                                | Yrke                                                         |
| ----------- | ----------------------------------------- | ------------------------------------------------------------ |
| 2010 (46:e) | Lisbet Gabrielsson                        | Filmproducent                                                |
| 2011 (47:e) | Ylva-Li Gustafsson och Lennart Gustafsson | Animatörer m.m.                                              |
| 2012 (48:e) | Ella Lemhagen                             | Regissör och manusförfattare                                 |
| 2013 (49:e) | Lukas Moodysson                           | Regissör och manusförfattare                                 |
| 2014 (50:e) | Rose-Marie Strand                         | Distributör och barn- och ungdomsfilminköpare på Folkets Bio |
| 2015 (51:a) | Barnfilmskolan                            | Linda Sternö, Kalle Boman, Martin Sjögren och Klara Björk    |
| 2016 (52:a) | Petter Lennstrand                         | Regissör, manusförfattare och dockspelare, för Upp i det blå |
| 2017 (53:e) | BUFF Filmfestival                         | Barn- och ungdomsfilmfestival i Malmö                        |
| 2018 (54:e) | Linda Hambäck                             | Regissör, manusförfattare och producent                      |
| 2019 (55:e) | Christian Ryltenius                       | Regissör och animatör                                        |

### 2020-talet
| År          | Pristagare            | Yrke                                |
| ----------- | --------------------- | ----------------------------------- |
| 2020 (56:e) | Jon Nohrstedt         | Filmproducent                       |
| 2021 (57:e) | Johan Hagelbäck       | Animatör, regissör, producent, m.m. |
| 2022 (58:e) | Sanna Lenken          | Regissör och manusförfattare        |
| 2023 (59:e) | Inger Nilsson         | Skådespelare                        |
| 2024 (60:e) | Johanna Bergenstråhle | Filmproducent                       |